# Cyphoda
Genre
Cyphoda est un genre de collemboles de la famille des Lepidocyrtidae.

## Liste des espèces
Selon Checklist of the Collembola of the World (version du 26 août 2019) :
- Cyphoda colura (Börner, 1908)
- Cyphoda grassei (Cassagnau & Delamare Deboutteville, 1955)
- Cyphoda heymonsi (Börner, 1906)
- Cyphoda lantohi (Yoshii, 1987)
- Cyphoda limboxiphia (Börner, 1913)
- Cyphoda maroccana (Delamare Deboutteville, 1948)
- Cyphoda natalensis (Börner, 1913)
- Cyphoda nichollsi (Womersley, 1934)
- Cyphoda nitricola (Rapoport, 1962)

## Publication originale
- Delamare Deboutteville, 1948 : Recherches sur les collemboles termitophiles et myrmécophiles (écologie, éthologie, systématique). Archive de Zoologie Expérimentale et Générale, vol. 85, p. 261-425.